# Symplocos leochaii
Symplocos leochaii är en tvåhjärtbladig växtart som beskrevs av P.P.K. Chai. Symplocos leochaii ingår i släktet Symplocos och familjen Symplocaceae. Inga underarter finns listade i Catalogue of Life.